# Rialto Theatre (Arizona)

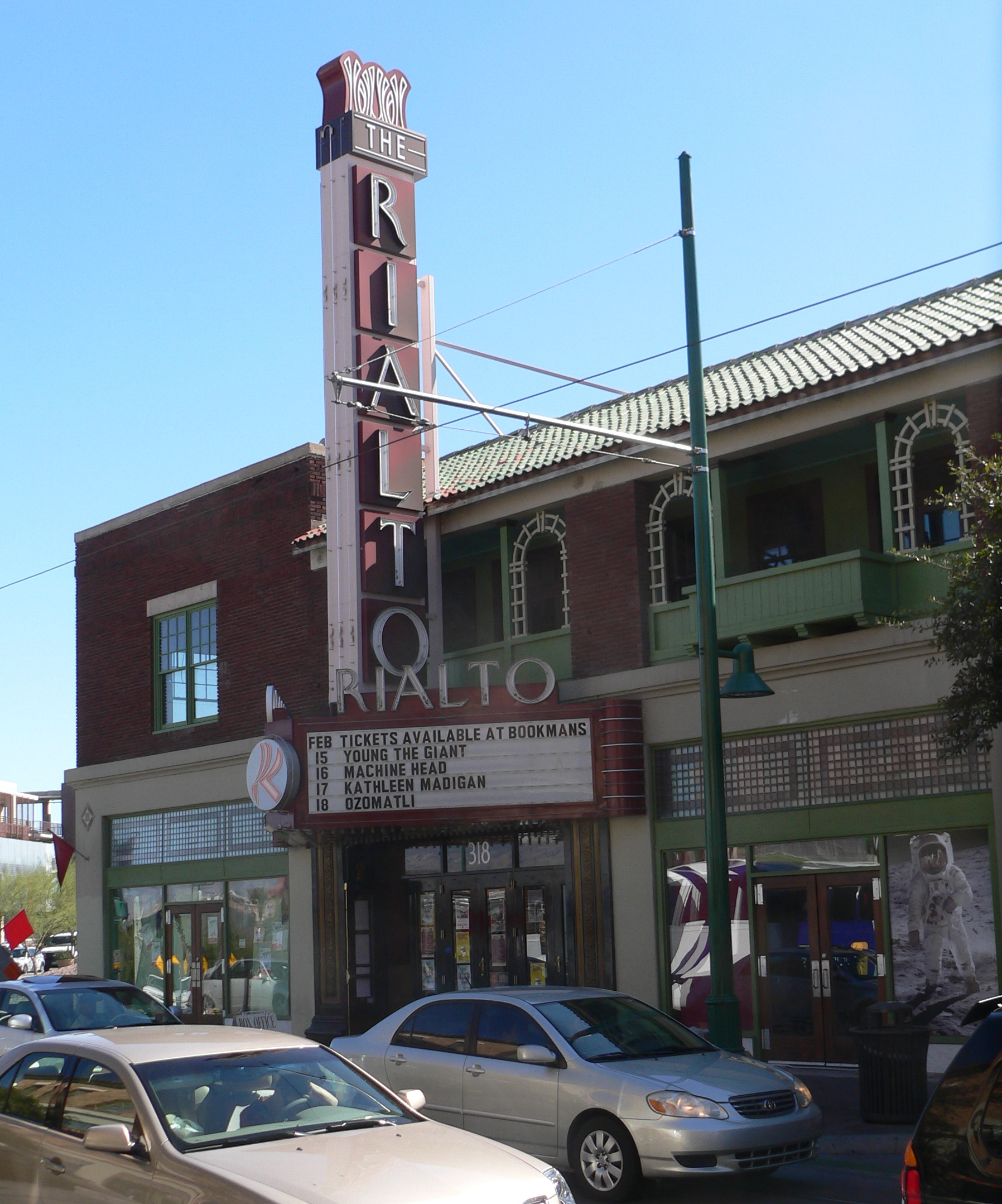
Das Rialto Theatre im Jahr 2012

Das Rialto Theatre ist ein ehemaliges Kino und heutiges Konzertzentrum in Tucson, Arizona. Eröffnet wurde das Rialto Theatre im Jahr 1922 als eines der ersten Kinos der Stadt. Im Jahr 2003 war das Kino im National Register of Historic Places gelistet.
Die ersten Filme, die im Rialto gezeigt wurden, waren hauptsächlich Stummfilme. In der Geschichte des Bestehens des Theaters erfolgten viele Schließungen und Neueröffnungen, oft einhergehend mit Namensänderungen. Ab 1973 wurde das Rialto als Erotik-Kino neu eröffnet. Anstrengungen durch eine Bürgerinitiative der Stadt das Kino abermals zu schließen scheiterten. Annie Sprinkle gelang ihr Durchbruch als Erotikdarstellerin im Rialto. Allerdings wurde das Theater in dieser Zeit oft von Besuchern beschädigt. So zündete eine Besucherin ein Balkon des Theaters an und flüchtete. Bis heute wurde sie nicht gefasst. Im gleichen Jahr wurde das Rialto erneut umgemodelt. So zeigte das Kino ab diesem Zeitpunkt bis zur abermaligen Schließung aufgrund einer Explosion im Jahr 1984, die ein Großteil des Theaters zerstörte, hauptsächlich spanischsprachige Filme.
1995 wurde das Rialto Theatre unter seinem ursprünglichen Namen als Konzertzentrum wieder eröffnet. Nach neuerlichen Schließungen wegen der anfänglich finanziellen Schwierigkeiten finden seit 2004 regelmäßig Konzerte statt. Seit 2004 fanden im Rialto 700 Konzerte statt, dabei traten unter anderem The Band, Maroon 5, Dave Chapelle, Spring Cheese Incident, White Stripes, Modest Mouse, Merle Haggard und The Roots im Rialto auf.